# Voldemārs Elmūts
Voldemārs Elmūts (ur. 2 listopada 1910 w Lipawie, zm. 11 lipca 1966 w Bostonie) – łotewski koszykarz, olimpijczyk. Reprezentant klubu US Ryga.
Startował w światowych igrzyskach studentów, w 1935 zajął z kadrą pierwsze miejsce, cztery lata później był czwarty. W kadrze narodowej rozegrał pięć spotkań. Z klubem US Ryga był trzykrotnym mistrzem Łotwy (1935, 1936, 1937).
Uczestnik igrzysk olimpijskich w Berlinie (1936). W pierwszej rundzie Łotysze pokonali Urugwajczyków (20–17), jednak w drugiej ponieśli porażkę z Kanadyjczykami (23–34). W pojedynku repasażowym przegrali z Polakami 23–28 i odpadli z turnieju, zajmując w nim 15. miejsce (ex aequo z trzema ekipami, które także odpadły w tej części turnieju). 
Ukończył studia prawnicze na Uniwersytecie Łotwy. Po II wojnie światowej wyemigrował do stanu Massachusetts w Stanach Zjednoczonych. W 1955 roku został obywatelem amerykańskim, zmarł 11 lat później w Bostonie.